# Lucembursko na Zimních olympijských hrách 1992
Lucembursko se účastnilo Zimní olympiády 1992. Zastupoval ho 1 muž.

## Medailisté
| Medaile | Jméno           | Sport           | Soutěž           |
| ------- | --------------- | --------------- | ---------------- |
| Stříbro | Marc Girardelli | Alpské lyžování | muži super G     |
| Stříbro | Marc Girardelli | Alpské lyžování | muži obří slalom |